# Jeronimo de la Ossa
Jerónimo de la Ossa (Panama, 9 aprile 1847 – Panama, 6 settembre 1907) è stato un ingegnere e poeta panamense autore del testo dell'inno di Panama, Himno Istmeño.

## Biografia
Compì il suo corso di studi in Cile dove ottenne la laurea in ingegneria civile. Rientrato in patria fu console del Cile a Panama e lavorò per la Compañía del Canal Francés.
Le sue poesie sono caratterizzate da semplicità e umiltà. Esse vennero pubblicate in vari settimanali e riviste del tempo, ma le sue migliori poesie sono state composte da studente.
La sua opera più famosa è il testo dell'Inno Nazionale di Panama, che indica uno spiccato accento patriottico. Ha anche scritto la poesia "La fonte del paradiso". Oggi, Jeronimo de la Ossa è considerato uno dei più grandi poeti di lingua spagnola del XX secolo.